# Észak-Korea közigazgatása

Észak-Korea közigazgatása

Észak-Korea közigazgatása egy közvetlenül irányított városból, három különleges igazgatású városból és kilenc tartományból áll.

## Tartományi szint

### Tartományok
Az alábbiak Észak-Korea tartományai, koreaiul to (to) (도, 道).
- Csagang (Chagang) (1949. január óta)
- Dél-Hamgjong (Hamgyŏng)
- Dél-Hvanghe (Hwanghae) (1954. október óta)
- Dél-Phjongan (P'yŏngan)
- Észak-Hamgjong (Hamgyŏng)
- Észak-Hvanghe (Hwanghae) (1954. október óta)
- Észak-Phjongan (P'yŏngan)
- Kangvon (Kangwŏn)
- Rjanggang (Ryanggang) (1954. október óta)

Korábban tartományok voltak:
- Hvanghe (Hwanghae) (1954. októberig)

### Közvetlenül irányított városok
Az alábbiak közvetlenül irányított városok, koreaiul csikhalsi (chikhalsi) (직할시, 直轄市).
- Phenjan (P'yŏngyang) (1952 óta)

Korábban közvetlenül irányított városok voltak:
- Keszong (Kaesŏng) (1957. június – 2003. szeptember)
- Nampho (Namp'o) (1979. december – 2004)
- Raszon (Rasŏn) (2000. augusztus – 2004. január)

### Különleges igazgatású városok
Az alábbiak különleges igazgatású városok, koreaiul thukpjolsi (t'ŭkpyŏlsi) (특별시, 特別市).
- Raszon (Rasŏn) (2010. január óta)
- Nampho (Namp'o) (2010 óta)
- Keszong (Kaesŏng) (2019. október óta)

Korábban különleges igazgatású városok voltak:
- Phenjan (P'yŏngyang) (1946. szeptember – 1952)

### Különleges közigazgatási régiók
Az alábbiak különleges igazgatású régiók, koreaiul thukku (t'ŭkku) (특구, 特區).
- Raszon (Rasŏn) Különleges Gazdasági Régió (1993–)

Korábban különleges igazgatású régiók voltak:
- Gyémánt-hegység turistarégió (2002–2010)
- Keszong (Kaesŏng) iparvidék (2002–2016)
- Sinidzsu (Sinŭiju) Különleges Közigazgatási Régió (2002. április – 2013)

## Helyhatósági szint

Észak-Korea megyéi és kerületei

### Különleges szintű városok
Az alábbiak különleges szintű városok, koreaiul thukkupsi (t'ŭkkŭpsi) (특급시, 特級市) voltak.
- Keszong (Kaesŏng) (2003. szeptember – 2019. október)
- Nampho (Namp'o) (2004 – 2010)
- Raszon (Rasŏn) (2004. január – 2010. január)

### Városok
A városok, vagy koreaiul si (si) (시, 市) adott tartományok alárendelt közigazgatási alegységei.

### Megyék
A megyék, vagy koreaiul kun (kun) (군, 郡) adott tartományok alárendelt közigazgatási alegységei.

### Kerületek
A kerületek, koreaiul ku (ku) (구, 區), kujok (kuyŏk) (구역, 區域) vagy csigu (chigu) (지구, 地區) adott tartományok alárendelt közigazgatási alegységei.

## Legalsó szintek

### Község (up)
A községek, vagy koreaiul up (ŭp) (읍, 邑) az észak-koreai megyék székhelyei.

### Tong
A tong (tong)ok (동, 洞) az észak-koreai városok és kerületek mellett egyéb helységek közigazgatási alegységei.

### Falu (ri)
A falvak, vagy koreaiul ri (ri) (리, 里) az észak-koreai megyék és  városok közigazgatási alegységei.

### Munkásnegyed (rodongdzsagu)
A munkásnegyedek, vagy koreaiul rodongdzsagu (rodongjagu) (로동자구, 勞動者區) az észak-koreai megyék közigazgatási alegységei.